# Chris von Saltza
Chris von Saltza (n. 13 ianuarie 1944, California, SUA) este o înotătoare americană, medaliată olimpică. A participat la o ediție a Jocurilor Olimpice (1960) în care a câștigat 4 medalii de aur și o medalie de argint.